# Chiquilladas (programa de televisión)
Chiquilladas fue un programa infantil mexicano de televisión, en el que se podía ver musicales, parodias y sketch de telenovelas, programas y personalidades de esa época. Producido por Televisa estuvo al aire desde 1982 hasta 1993 con personajes como “Chiquidrácula”, “Pituka y Petaka”, “Carlinflas”, “El Maguito Rodi”, “la Bizcoteka del Aire” y parodias de “Popeye”, “Jacobo Zabludovsky, “Fulanita la Huerfanita”, etc.
El elenco de Chiquilladas tuvo la oportunidad de viajar y hacer giras por Estados Unidos (Disneyworld), Costa Rica, Panamá,            República Dominicana y Perú. Estos pequeños actores fueron a Perú, para apoyar a la Fundación "El vaso de Leche" junto a la famosa Chilindrina, personaje interpretado por la actriz mexicana María Antonieta de las Nieves como parte del programa El Chavo del Ocho.

## Origen
El proyecto original comenzó como sketches infantiles dentro de los programas de variedad "Alegrías de Mediodía" y "Sábados Efectivos", en donde Carlos Espejel, Ginny Hoffman, Raúl Ortiz (Chuchito), Usi Velasco y su hermano César Velasco, Claudia Ivette Castañeda, Lucero, Alejandro Escajadillo (ahora Aleks Syntek), Rodolfo Mercado (mago Rody) y su hermano Rodrigo Mercado, así como las hermanas Norma Pérez (Pituka) Y Rosaura Pérez (Petaka) eran los protagonistas. Un año más tarde debido al éxito de dichos sketches que hacían mucha gracia no sólo a los niños sino también a los adultos, se hizo un programa piloto en el que participaron todos estos niños. El piloto fue lanzado un sábado de 1982 a las 8 de la noche y fue tal el éxito que en menos de un mes, se estrenó el programa definitivo en la barra cómica del Canal 2 de Televisa. Los primeros en retirarse del proyecto para participar en otros programas fueron Usi Velasco, su hermano César y Claudia Ivette Castañeda, pero se sumaron a la serie Pilar Romero (quien formaría más tarde del Grupo Boquitas Pintadas), Chuchito cantante surgido de Juguemos a Cantar y las gemelas Ivonne e Ivette. Varios integrantes fueron entrando y saliendo, sumando entre sus integrantes Alejandro Schaar, Karina, Pierre Angelo, Rolando (el que hacia el personaje de Sorullo), Pablo Villalobos (El que hacia del personaje de Pablito el travieso), Marichelo Puente (de Juguemos a Cantar) y su hermana Anahí, Christian Uribe, Wendy Navarro Deneken (hija del productor Humberto Navarro y la cantante Lila Deneken), Padia, Denise. En varios programas que se grabaron con público infantil, salieron a cuadro o participaron en uno que otro sketch: Kalimba, M'balia y Alexander Acha el hijo del cantante Emmanuel.
En 1986 el elenco original de Chiquilladas se reunió en un programa especial de Navidad y juntos interpretan el tema "Amigos".

## Elenco
| Actor                             | Año de aparición | Personajes                                     | Imitaciones |
| --------------------------------- | ---------------- | ---------------------------------------------- | --- |
| Carlos Espejel                    | 1982 - 1987      | Presentador, Chiquidrácula                     | Raúl Velasco, Carlinflas (Cantinflas, Mario Moreno), Viruta (Marco Antonio Campos Contreras), Ricardo Montalbán (La Isla de la Fantasía) |
| Ginny Hoffman                     | 1982 – 1987      | Presentadora, Cantante, La Bizcoteka del aire  | Amanda Miguel, Lupita D'Alessio, Bolita Ayala (Lolita Ayala), Fulanita la huerfanita (Anita la huerfanita)                               |
| Usi Velasco                       | 1982             | Presentadora                                   | |
| César Velasco                     | 1982             | Presentador                                    | |
| Claudia Ivette Castañeda          | 1982             | Presentadora                                   | |
| Lucero                            | 1982             | Presentadora, Cantante                         | Oliva (Popeye), Blancanieves |
| Aleks Syntek                      | 1982 - 1984      | Presentador, Maloso Panda                      | Paco Malgesto (Estrellando a las visitas), Brutus (Popeye), Largo (La Isla de la Fantasía)                                               |
| Rodolfo Mercado                   | 1982 - 1986      | Presentador, El Maguito Rody, Malosito Panda   | Roberto Ramírez Garza (Beto El Boticario)                                                                                                |
| Rodrigo Mercado                   | 1982 - 1986      | Asistente del Maguito Rody                     | En varios sketch salía de extra |
| Rosaura Pérez                     | 1982 – 1987      | Cantante, Pituka                               | Jacobo Zabludovsky, Celia Cruz, Lola Beltrán, Amiga de Fulanita (Anita la huerfanita), La bruja de Blancanieves                          |
| Norma Pérez                       | 1982 – 1987      | Cantante, Petaka                               | Tacho López Cuarzo (Parodia de Ignacio López Tarso, interpretado por el actor Héctor Kiev), Amiga de Fulanita (Anita la huerfanita)      |
| Chuchito                          | 1983 - 1985      | Cantante, Chonchito                            | Popeye, Diego Verdaguer |
| Pilar Romero                      | 1983 - 1985      | Cantante                                       | Oliva (Popeye), Seño Menerva ¿Quién las quelle? (Anita la huerfanita)                                                                    |
| Karina                            | 1983 - 1985      | Presentadora                                   | Amiga de Fulanita (Anita la huerfanita), Hawaiana (La Isla de la Fantasía)                                                               |
| Ivonne                            | 1984 - 1985      | Presentadora, Cantante                         | Seño Severa (Anita la huerfanita), Luis Miguel                                                                                           |
| Ivette                            | 1984 - 1985      | Presentadora, Cantante                         | Tranquilina hermana de la Seño Severa (Anita la huerfanita)                                                                              |
| Alejandro Schaar                  | 1984 - 1986      | Presentador                                    | |
| Pierre Angelo                     | 1985 - 1989      | Presentador                                    | Capulina (Gaspar Henaine), Guillermo Ochoa, El Simpatías (Alejandro Suárez), “Memo” en Cincoañera (Quinceañera “Memo” Sebastián Ligarde) |
| Rolando                           | 1986 - 1989      | Presentador, Sorullo                           | “Timo” en Cincoañera (Quinceañera “Timo” René Muñoz)                                                                                     |
| Marichelo Puente                  | 1986 - 1989      | Presentadora                                   | “Leonor” en Cincoañera (Quinceañera “Leonor” Nailea Norvind), “Oyuki” en El pescado de Oyuki” (El pecado de Oyuki “Oyuki” Ana Martín)    |
| Anahí                             | 1986 - 1989      | Presentadora (¡Bueno, eso digo yo!), Frambuesa | “Maricruz” en Cincoañera (Quinceañera “Maricruz” Adela Noriega)                                                                          |
| Pablo Villalobos                  | 1987 - 1989      | Pablito El Travieso                            | Sketch "Pablito el Travieso" Marcelino Pan y Vino entre otros.                                                                           |
| Christian Uribe                   | 1987 - 1989      | Presentador, Chiquistein                       | “Pancho” en Cincoañera (Quinceañera “Pancho” Ernesto Laguardia)                                                                          |
| Wendy Navarro                     | 1987 - 1989      | Presentadora, La viruela loca                  | “Carmen” en Cincoañera (Quinceañera “Carmen” Julieta Egurrola)                                                                           |
| Padia                             | 1987 - 1989      | Presentadora                                   | “Elvira” en Cincoañera (Quinceañera “Elvira” Inés Morales)                                                                               |
| Denise                            | 1987 - 1989      | Presentadora, Frambuesa, La abuelita           | "La abuelita" de La carabina de Ambrosio, “Beatriz” en Cincoañera (Quinceañera “Beatriz” Thalía)                                         |
| Vicky Rodel                       | ?                | La abuelita                                    | "La abuelita" de La carabina de Ambrosio                                                                                                 |
| Roberto                           | ?                | ?                                              | "Los telefonazos" (¿Qué tipa?) En varios sketch salía de extra                                                                           |
| Kalimba                           | ?                | Los Angelitos                                  | En varios sketch salía de extra |
| M'balia                           | ?                | Los Angelitos                                  | En varios sketch salía de extra |
| Burbujas, Parchís, Cepillín, etc. |                  | Invitados Especiales                           | |

Susana del Razo Valbuena, Imita a Susana Alexander , 1983

## Secciones del programa (sketches, imitaciones)
Susana Del Razo, imitaba a Susana Alexder y realizó personajes como Sor Juana Inés, como española entre otros. Participó en el programa del verano de 1983 a diciembre de 1984.
- Musicales (Lucerito, Usi, Ginny, Chuchito, Pituka y Petaka)
- 'Lo mini-increíble' (Parodia del programa "Lo Increíble" con Félix Cortés Camarillo y Virginia Sendel Lemaitre)
- Parodia de la telenovela "El derecho de nacer"
- 'Chiquidrácula' (Parodia de Drácula)
- 'La bruja de Blancanieves'
- Telenovela 'Rino' (Parodia de la telenovela "Rina")
- 'Carlinflas' (Parodia de Cantinflas)
- '24 Horitas' (Parodia del noticiero "24 Horas" con Jacobo Zabludovsky)
- 'Pituka y Petaka'
- 'Pablito, el travieso'
- 'El maguito Rody'
- 'Jesucristo Superestrella' (programa especial)
- 'El juicio de los chiquillos' (Juicio a: Pinocho, la bruja de Blancanieves, Ricitos de Oro, etc.)
- 'Mercadito de chillidos' (Parodia de la sección "Mercado de lágrimas" del programa "La carabina de Ambrosio")
- 'Maloso Panda y Malosito Panda'
- 'Estrellando a las visitas' (Parodia del programa "Visitando a las estrellas" con Paco Malgesto)
- 'La Bizcoteca del aire'
- 'Popeye'[2] (Parodia de la caricatura "Popeye")
- 'Fulanita la huerfanita' (Parodia de Anita la huerfanita)
- Parodia de "La isla de la fantasía"
- Chiquilladas en Reino Aventura (1983)
- 'Chonchito'
- 'Marcelino pan y vino' (programa especial)
- '60 monitos' (Parodia del programa "60 minutos" con el periodista Juan Ruiz Healy)
- 'Ha-mon' (Parodia de la caricatura "He-Man")
- Pastorela (programa especial, 1986)
- Parodia telenovela "Cuna de lobos"
- Parodia telenovela "Rosa salvaje"
- 'La escuelita de las estrellitas'
- 'Sorullo'
- 'Frambuesa'
- 'Hoy Mismo' (Parodia del programa "Hoy Mismo" y del periodista Guillermo Ochoa)
- Telenovela 'Cincoañera' (Parodia de la telenovela "Quinceañera")
- Telenovela 'El pescado de Oyuki' (Parodia de la telenovela "El pecado de Oyuki")
- Telenovela 'El extraño retorno de la rana sin saltar' (Parodia de la telenovela "El extraño retorno de Diana Salazar")
- 'La viruela loca'
- 'Tic-tac-toc'
- 'Tones para los preguntones'
- 'El reino del revés'
- 'Chiquistein'

## Banda sonora
- 1983: Los Chicos de la TV
- 1986: Chiquilladas: canta con sus amigos

## Curiosidades
- Sólo algunos de los actores infantiles de Chiquilladas siguieron en el medio del espectáculo, como: Lucero, Aleks Syntek, Anahí, Pierre Angelo, Carlos Espejel, Ginny Hoffman.[3]
- Ginny Hoffman, actualmente casada y con una hija pequeña, inició una carrera relacionada con el teatro y el canto.
- Pierre Angelo sigue en la actuación como cómico e imitador. Participó en programas de televisión como: "La familia P. Luche", "La Parodia", "El privilegio de mandar", etc. También prestó su voz al ciego de la película mexicana "La leyenda de la nahuala".
- Rodolfo Mercado (mago Rody), casado  con un hijo y una hija, a pesar de los años sigue desarrollando, en espectáculos privados, el personaje de "El Mago Rody" que lo llevara a la fama en los años 80, y sigue vigente en diversos programas de Azteca y Televisa como invitado.
- De las primeras temporadas "Chuchito" que llevaba la parte musical, creció y se quedó en el anonimato.
- Pituka y Petaka se alejaron del medio.
- Usi Velasco, Claudia Ivette Castañeda, Karina, Wendy Navarro Deneken (la niña que en los últimos programas hacia “la viruela loca”), entre otros niños talentosos, ahora son adultos dedicados a otras profesiones.
- Christian Uribe sigue haciendo comerciales (muchos lo ubican por salir en los comerciales de los “Chocorroles”).
- Pablo Villalobos, salió en Mujer, casos de la vida real y en varios comerciales (Calcetines Durex, Coca-Cola y otros). Después se alejó del medio.
- Las gemelas Ivonne e Ivette tuvieron éxito en los 90 con algunos discos. Actualmente hacen apariciones ocasionales.
- Chiquilladas se programó también en la televisión colombiana, que se transmitió durante 1984 y 1986 en la barra de los sábados, a las 9 de la mañana por la entonces Cadena Dos de Inravisión y duró hasta la licitación de 1987 y hasta 1988 en la parrilla de los lunes en el horario de las 5:30 de la tarde por la Cadena Uno de Inravisión producido por Programar Televisión.
- El programa fue transmitido por Clásico TV del 2007 al 2012 los días lunes. Ese año el canal es rebautizado como Distrito Comedia y dicha señal recupera la emisión en el 2013, pero emitiéndose los jueves. El programa chiquilladas fue un semillero de talentos ya que de sus filas salieron artistas como: Lucero, Aleks Syntek, Carlos Espejel, Ginny Hoffman, Pier Angelo, que hoy en día siguen siendo requeridos por algunas producciones y Aleks Syntek como un talentoso cantautor, el programa fue un boom entre los niños y los adultos de esa época, posicionándose rápidamente el programa entre los favoritos de la televisión.
- Después de su breve paso por el programa de más de un año, Lucero fue seleccionada para protagonizar la telenovela Chispita siendo este en inicio de una de las carreras artísticas más importante del espectáculo mexicano, se convirtió en una reconocida actriz y cantante a internacional

## Premios y nominaciones

### Premios TVyNovelas
| Año  | Categoría                   | Nominado(a)      | Resultado |
| ---- | --------------------------- | ---------------- | --------- |
| 1983 | Mejor actor infantil        | Carlos Espejel   | Ganador   |
| 1985 | Mejor actor infantil        | Carlos Espejel   | Ganador   |
| 1986 | Mejor actriz infantil       | Ginny Hoffman    | Nominada  |
| 1986 | Mejores actrices infantiles | Pituka y Petaka  | Nominadas |
| 1986 | Mejor actrices infantiles   | Ivonne e Ivette  | Nominadas |
| 1986 | Mejor actor infantil        | Carlitos Espejel | Nominado  |
| 1986 | Mejor actor infantil        | Pierre Angelo    | Nominado  |
| 1988 | Mejor programa infantil     | Humberto Navarro | Ganador   |
| 1988 | Mejor actor infantil        | Pierre Angelo    | Ganador   |